# Emma Taylor-Isherwood
Emma Rose Taylor-Isherwood (Toronto, 27 de Abril de 1987) é uma atriz canadense conhecida pela personagem de Josie Trent na série Strange Days at Blake Holsey High. É a irmã mais velha da também atriz Sally Taylor-Isherwood.

## Biografia
Emma Taylor começou sua carreira com nove anos de idade emprestando a sua voz na série animada Teddy Bears Rescue, assim como voz de Miffy e de Mona, a Vampira. Surgiu como atriz na série Tales from the Neverending Story e nos filmes The Shipping News e  Who Gets The House.
Emma teve um começo interessante como atriz. Quando tinha cerca de oito anos de idade, pediu aos pais para atender aulas de interpretação. Mas como ela tinha o hábito de iniciar algo (como aulas de piano ou dança) e desistir rapidamente, os pais chegaram a um compromisso com ela: poderia ter aulas de interpretação se ela própria conseguisse o dinheiro para tal. Taylor-Isherwood aceitou o desafio e começou a fazer chapéus com papel machê. O jornal Ottawa Citizen ouviu falar do assunto e fez um artigo sobre ela. Após o artigo, a jovem começou a ganhar dinheiro suficiente para as aulas de interpretação.
Emma Taylor-Isherwood frequentou o Canterbury High School em Ottawa, onde se licenciou em Drama em 2005. Fez o papel da mãe de Henry Higgins no musical My Fair Lady na  Canterbury High School. Em 2009 obteve bacharelato em artes pela Universidade Carleton, em Ottawa.
É provavelmente a mais melhor conhecida por seu papel como Josie Trent em Strange Days at Blake Holsey High, conhecida também em Black Hole High (Colégio do Buraco Negro). Nas 24ª premiação de artistas jovens (2003), Emma foi nomeada como atriz coadjuvante em uma série da tevê (comedy ou drama), para a série. Estava acampando, quando descobriu que foi lembrada como "Josie" em Strange Days. Sua irmã é Sally Taylor Isherwood.

## Filmografia
| Filme                     | Filme                                     | Filme                              | Filme                                                 |
| Ano                       | Filme                                     | Papel                              | Observações                                           |
| ------------------------- | ----------------------------------------- | ---------------------------------- | ----------------------------------------------------- |
| 1999                      | Who Gets the House?                       | Heidi Reece                        | como Emma Isherwood                                   |
| 2000                      | Ultimate G's                              | Jovem Laura                        | 3D-IMAX                                               |
| 2001                      | The Shipping News                         | Jovem Agnis Hamm- 12 anos de idade |                                                       |
| Filme para a televisão    |                                           |                                    |                                                       |
| Ano                       | Título                                    | Papel                              | Observações                                           |
| 1997                      | Shadow of the Bear                        | Como convidada                     |                                                       |
| 1999                      | Revenge of the Land                       | Hilda Hawke                        |                                                       |
| 1999                      | Mary Cassatt: An American Impressionist   | Elsie Cassatt                      | como Emma Isherwood                                   |
| 2006                      | A Dad for Christmas                       | Megan Eubanks                      |                                                       |
| 2007                      | All the Good Ones Are Married             | Madison Gold                       |                                                       |
| Televisão                 |                                           |                                    |                                                       |
| Ano                       | Título                                    | Papel                              | Observações                                           |
| 1996                      | Teddy Bears Rescue                        | Tara (voz)                         |                                                       |
| 1999–2000                 | Are You Afraid of the Dark?               | Julie/Shelley                      | Julie (em 2000)/Shelley (como Emma Isherwood em 1999) |
| 1999-2003                 | Mona the Vampire                          | Mona Parker (voz)                  | Papel principal, 65 episódios                         |
| 1999-2001                 | The Kids from Room 402                    | Penny Grant (voz)                  | Papel principal, 30 episódios                         |
| 2000                      | Upstairs, Downstairs Bears                | Polly Bumble (voz)                 |                                                       |
| 2002-2004                 | Miffy                                     | Miffy (voz)                        |                                                       |
| 2002-2006                 | Strange Days at Blake Holsey High         | Josie Trent                        | Papel principal, 42 episódios                         |
| 2003-2006                 | The Secret World of Benjamin Bear         | Holly/Eliza (voz)                  |                                                       |
| 2004                      | Just Jamie                                | Rita (voice)                       |                                                       |
| 2010-present              | The Mysteries of Alfred Hedgehog          | Camille (voz)                      |                                                       |
| Televisão: como convidada |                                           |                                    |                                                       |
| Ano                       | Título                                    | Papel                              | Observações                                           |
| 2001                      | Tales from the Neverending Story          | Olano                              | 3 episódios                                           |
| 2002                      | Galidor: Defenders of the Outer Dimension | Rom                                |                                                       |
| 2007                      | The Morning Show with Mike and Juliet     | Ela própria                        |                                                       |
| 2009                      | Overruled!                                | Kelly                              |                                                       |